# Secret Agent Club
Secret Agent Club (Verweistitel: Der Spion mit der Lizenz zum Prügeln) ist eine US-amerikanische Actionkomödie von John Murlowski aus dem Jahr 1996.

## Handlung
Ray Chase führt ein Doppelleben. Für seinen Sohn Jeremy ist er ein leicht trotteliger Spielzeugladenbesitzer und nach dem Tod seiner Mutter die einzige erwachsene Bezugsperson. In Wahrheit ist Ray allerdings ein erfolgreicher Geheimagent, der für die geheime Organisation SHADOW arbeitet, die von einem Schiff aus agiert. Der Spielzeugladen ist lediglich eine Tarnung, sein Angestellter Mr. Yamata Verbindungsmann zu SHADOW. Als Ray der bösen Eve eine neu entwickelte Strahlenwaffe mit schier unbeschreiblicher Zerstörungskraft stiehlt, überschlagen sich die Ereignisse. Nach seiner Rückkehr hütet Ray die Waffe, doch Bösewicht Wrecks ist ihm auf den Fersen. Nach einer wilden Verfolgungsjagd mit Sohn Jeremy wird Ray von Wrecks geschnappt. Es gelingt ihm jedoch die Waffe zu verstecken. 
Jeremy flüchtet und rettet sich in den geheimen Unterschlupf seines „Secret Agent Clubs“. Seine Freunde glauben ihm zunächst nicht, doch als sie die verwüstete Wohnung sehen, beschließen sie ihrem Freund zu helfen. Die Suche nach Jeremys Dad beginnt im Spielzeugladen, doch Wrecks hat dort schon alles verwüstet und den Angestellten schwer verletzt. Dessen Enkel Shigeo betritt den Laden und schließt sich der Gruppe an. 
Derweil wird Ray mit einer Brille, die eine Virtuelle Realität erzeugt, und Drogen von einem Doktor gefoltert. Er kann sich dem Wahrheitsserum jedoch widersetzen. Jeremy und seine Freunde stehlen das versteckte Gewehr aus dem Polizeibetriebshof und können gerade noch Wrecks entkommen. Sly, der Hacker der Gruppe, versteckt das Gewehr. Der Rest der Gruppe trifft auf Vincent Scarletti, einen weiteren Bediensteten von Eve. Dieser gibt vor, Rays Partner Max Simpson zu sein und führt die Kinder mit seinen Zaubertricks hinters Licht. Als der echte Max auftaucht wird dieser von Shigeo, einem ausgezeichneter Karate-Kämpfer, niedergestreckt. Die Kinder erhalten einen Anruf von Ray, der sich kurzzeitig befreien konnte. Er verrät ihnen seinen Aufenthaltsort, doch Eve übernimmt anschließend den Hörer. Sie stellt den Kindern ein Ultimatum. Die Kinder beschließen, das Gewehr Simpson zu geben, der sich ihnen jedoch offenbart. Sly führt sie zum Versteck einer Gang und die Kinder können Wrecks und Vincent ausschalten.
Ausgestattet mit Spielzeug aus dem Laden machen sie sich auf, Jeremys Vater zu befreien. Sie dringen in das alte, stillgelegte Gefängnis ein und es gelingt ihnen tatsächlich Ray zu befreien. Nach einem finalen Kampf behält Eve die Waffe, doch Ray konnte die Selbstzerstörung aktivieren. Ray gelingt es mit den Kindern zu fliehen und die Anlage explodiert mitsamt der Verbrecherorganisation.

## Hintergrund
Die Freiwillige Selbstkontrolle der Filmwirtschaft gab den Film in seiner ursprünglichen Fassung ab 16 Jahren frei, eine um drei Minuten gekürzte Fassung wurde ab 12 freigegeben.

## Kritiken
„Ein James-Bond-Abenteuer für Kinde[r] war wohl die Ausgangsidee für diesen Film, doch unfähige Darsteller, ein miserables Drehbuch, minderwertige Tricks und große Mängel an handwerklicher Sorgfalt machen diese Überlegung zunichte. Sichtbar wird einzig der Zynismus der Filmemacher.“